# Dakota (Aruba)
Dacota (ook Dakota) is een woonwijk van Oranjestad op Aruba. Het ligt naast de wijk Cumana.
De voetbalclub SV Dakota komt uit de wijk en speelt in de eerste divisie.